# Josiah Royce
Josiah Royce est un philosophe américain né à Grass Valley en Californie le 20 novembre 1855 et mort à Harvard le 14 septembre 1916. Il est l'un des philosophes les plus influents de la « période classique » de la philosophie américaine, qui s'étend du milieu du XIXe siècle au début du XXe siècle. Il défend et développe une philosophie idéaliste proche de celle de Bradley et de l'idéalisme hégélien, et qu'il nomme lui-même « idéalisme objectif ». Il contribue ainsi grandement à la diffusion de l'idéalisme allemand au sein des universités américaines.

## Parcours
Josiah Royce est le fils de  Josiah et Sarah Eleanor (Bayliss) Royce, issus de familles anglaises ayant récemment émigré pour chercher fortune lors de la conquête de l'ouest en 1849. Après des études à Berkeley, il part en Allemagne pour suivre les cours de Hermann Lotze. Il passe son doctorat à l'université Johns-Hopkins en 1878. Là, il enseigne l'histoire de la philosophie allemande. Après quatre ans passés à Berkeley, il part enseigner à Harvard en 1882 pour remplacer William James, parti en congé sabbatique. En 1884, il est nommé professeur à plein temps à Harvard, où il restera jusqu'à sa mort.

## Philosophie
Josiah Royce est, au tournant du XIXe et du XXe siècle, l'un des principaux représentants anglophones de l'idéalisme d'esprit hégélien, « absolu » et « objectif ». Nombre de ses idées sont élaborées en réponse aux défis lancés par son ami et collègue William James, grande figure du pragmatisme, ainsi que pour répondre aux critiques de Charles Peirce, précurseur lui aussi de la philosophie pragmatiste.

### Métaphysique

#### L'esprit absolu
Dans The Religious Aspect of Philosophy (1885), Royce entreprend une défense de l'idéalisme absolu en s'appuyant sur l'« argument de l'erreur » pour arriver au concept d'esprit réel infini, « Connaisseur Absolu », qui englobe toutes les vérités et toutes les erreurs possibles. Selon la théorie de la vérité-correspondance qu'adopte Royce dans cet ouvrage, une idée ou un jugement est vrai s'il représente correctement son objet ; lorsqu'une idée ne représente pas correctement son objet, c'est une erreur. L'esprit humain fait souvent de telles erreurs. Leur apparition indique que l'objet véritable de toute idée doit exister dans un état totalement déterminé, dans ou pour un esprit avec lequel l'esprit limité de l'homme peut ou non être connecté. Cet esprit est le Connaisseur Absolu qui a l'idée de tout ce qui existe. 
Dans The World and the Individual (1899), Royce expose sa vision de l'Être qu'il conçoit comme un Individu infini, intemporel et englobant toute expérience passée, présente et future. Toutes les expériences possibles y sont réalisées, puisque la réalité comprend toutes les conditions de réalisation de ce qui est possible. Les êtres finis ne sont que des fragments de cet Être principal auquel chacun participe.

#### La communauté
Le concept de « communauté » est au cœur de la métaphysique et de l'éthique de Royce. La notion de « communauté d'interprétation » est également centrale dans sa philosophie de la connaissance, élaborée non plus en référence à l'ancienne théorie de la vérité-correspondance, mais sur l'idée d'un processus collectif d'interprétation. 
Une communauté est une association d'individus qui entrent en communication les uns avec les autres de sorte qu'ils partagent les mêmes sentiments, pensées ou volontés. La base de la fidélité ou loyauté (loyalty) à cette association sont les souvenirs des événements passés et les attentes concernant les événements futurs, que tous les membres maintiennent en commun. 
Royce souligne que les sentiments, les pensées et les désirs que les individus partagent au sein d'une communauté n'implique pas une perte de leur identité personnelle. Les individus restent des individus à part entière, mais en formant une telle association, ils participent à une réalité qui s'étend au-delà de leur propre existence individuelle.

### Philosophie morale

#### Le Mal et la souffrance
Royce ne partage pas la tendance idéaliste et religieuse à considérer le mal, la peine et la douleur de la vie humaine comme illusoires, ni la tendance à interpréter l'expérience de la souffrance comme un moyen pour l'homme de s'élever spirituellement. Il soutient que le mal est une force réelle, qui doit être combattue comme telle ; la souffrance est quant à elle un fait d'expérience irréductible. Comme Dieu n'est pas un être séparé, la souffrance et la douleur des êtres humains sont également la souffrance et la douleur de Dieu. La totalité des événements de la vie, joyeux ou douloureux, recouvre à la fois l'expérience de tous les individus vivants et toutes les expériences que fait Dieu. 

#### Les causes perdues
Royce attache une grande valeur à l'idée de la loyauté (loyalty) envers les « causes perdues », qui ne peuvent être satisfaites dans la vie réelle de la communauté en raison de leur trop grande portée ou ampleur. Ces causes perdues constituent des idéaux capables d'évoquer en chacun l'espoir le plus grand et l'engagement moral le plus exigeant. Les plus importantes d'entre elles sont les « causes universelles » suivantes :
- l'accès total à la vérité ;
- la connaissance complète de la nature de la réalité par la recherche et l'interprétation ;
- l'expansion universelle de la fidélité à la loyauté elle-même.

En pratique, le concept de « fidélité à la loyauté » (loyalty to loyalty) exige que la sphère morale et intellectuelle de chaque individu ne cesse de s'élargir tout en restant critique, son esprit réévaluant constamment son but et sa direction. 

### Logique et philosophie de la logique
Royce peut être considéré comme le fondateur de l'école de logique de Harvard, développant parallèlement l'algèbre booléenne et la logique mathématique. Ses étudiants à Harvard comprennent Clarence Irving Lewis, qui inaugure la logique modale, Edward Vermilye Huntington, le premier à avoir tenté d'axiomatiser l'algèbre booléenne, et Henry M. Sheffer, connu pour son concept éponyme de barre de Sheffer. 
Ses propres idées sur la logique, la philosophie de la logique et la philosophie des mathématiques ont été influencées par Charles Peirce et Alfred Kempe. Lui-même a influencé Brand Blanshard aux États-Unis et Timothy Sprigge au Royaume-Uni.

## Religion
La pensée de Royce est largement tributaire de son éducation religieuse protestante. Il a toujours respecté les conventions du christianisme réformé et ses écrits font systématiquement référence aux Écritures. Il considère en particulier l'Église chrétienne comme un paradigme de communauté.
Royce se montre toutefois critique à l'encontre de nombreuses églises chrétiennes historiques qui, selon lui, ont perdu de vue l'esprit qui devait les guider et, inversement, il qualifie de « communautés de grâce » certaines communautés non chrétiennes ou non religieuses. Il montre en particulier un grand respect pour le bouddhisme et a même appris le sanskrit afin de l'étudier en profondeur. Cependant, il soutient que seul le modèle chrétien de la « fidèle communauté » (loyal community) réussit à combiner le véritable esprit de communauté avec la valorisation sans concession de l'individu.

## Publications
- 1885. The Religious Aspect of Philosophy
- 1886 California : A Study of American Character : From the Conquest in 1846 to the Second Vigilance Committee in San Francisco Berkeley : Heyday Books, 2002. First published Boston: Houghton Mifflin, 1886
- 1892. The Spirit of Modern Philosophy
- 1897. The Conception of God, a philosophical discussion concerning the Nature of the Divine Idea as a Demonstrable Reality
- 1898. Studies of Good and Evil: a series of Essays upon Problems of Philosophy and of Life
- 1899. The World and the Individual First Series, The Four Historical Conceptions of Being
- 1900. The Conception of Immortality
- 1901. The World and the Individual Second Series, Nature, Man, and the Moral Order
- 1903. Outlines of Psychology: an elementary treatise, with some practical applications
- 1904. Herbert Spencer: An Estimate and a Review
- 1908. The Philosophy of Loyalty
- 1909. What is Vital in Christianity?
- 1912. The Sources of Religious Insight. 2001 ed., Catholic Univ. of America Press. online edition
- 1912. William James, and Other Essays on the Philosophy of Life
- 1913. The Problem of Christianity. 2001 ed., Catholic Univ. of America Press. online edition (Volume One) Volume Two
- 1914. War and Insurance Macmillan.
- 1916. The Hope of the Great Community Macmillan.
- 1919. Lectures on Modern Idealism edité par J. Loewenberg. Yale University Press.
- 1920. Fugitive Essays
- 1951. Royce's Logical Essays: Collected Logical Essays of Josiah Royce Robinson, D.S., ed. Dubuque, IA: W. C. Brown Co.
- 1961. Principles of Logic. Philosophical Library.
- 1963. Josiah Royce's Seminar 1913–1914: As Recorded in the Notebooks of Harry T. Costello. Ed. par G. Smith. Rutgers University Press.
- 2005 (1969). The Basic Writings of Josiah Royce, 2 vols. Ed. par J. J. McDermott. Fordham University Press.
- 1970. The Letters of Josiah Royce. Ed. par J. Clendenning. University of Chicago Press.
- 1998. Metaphysics / Josiah Royce: His Philosophy 9 Course of 1915–1916. Hocking, W. E., R. Hocking, and F. Oppenheim, eds. State University of New York Press.
- 2001. Josiah Royce's Late Writings: A Collection of Unpublished and Scattered Works, 2 vols. Ed. par Oppenheim, F. Thoemmes Press.